# Sinagoga Eșua Tova din București
Sinagoga Eșua Tova (Yeshuá Tová) din București este un lăcaș de cult evreiesc din orașul București, localizat pe Str. Take Ionescu nr. 9, lângă Piața Amzei. Ea a fost construită în anul 1840 în stil neo-maur.
Mai este cunoscută și sub numele de Sinagoga Podul Mogoșoaiei.
Aceasta funcționează în prezent sub egida grupului hasidic ultraortodox Habad.

## Istoric

### Construcția
Sinagoga Eșua Tova (a Bunei Mântuiri) a fost construită în anul 1840 în stil maur, fiind în prezent cea mai veche sinagogă din București. Are o suprafață de 295 m².

### După 1999
În 1999, rabinul israelian Naftali Deutsch, membru al mișcării Habad, a devenit rabinul sinagogii. Totodată, mișcarea Habad a creat și dezvoltat o structură comunitară complexă în jurul sinagogii, cu o creșă, grădiniță de copii și școală, cu magazin și restaurant cușer etc. Habadul se ocupă în special de tineret și de evreii sosiți relativ recent în România, pe când Comunitatea Evreiască din București se axează în special pe evreii români născuți în țară.
În primul deceniu al secolului al XXI-lea sinagoga a fost renovată, fiind inaugurată în seara de 21 februarie 2007, în cadrul unei ceremonii în care "rugăciunile s-au îmbinat cu tradiționalele dansuri hasidice, pline de o explozivă bucurie de viață, a fost completarea, până la litera finală, a două Suluri de Tora, dedicate evreilor români uciși în Holocaust" . La acest eveniment au participat Shlomo Amar (Șef Rabinul Israelului), Marele Rabin Menachem Hacohen al comunității evreiești din România, Lev  Leviev (președintele Federației Comunităților Evreiești din Rusia), Nicholas Taubman (ambasadorul S.U.A. în România), Rabinul Abraham Ehrenfeld, dr. Aurel Vainer (președinte Comunității Evreilor din România). Cu acest prilej, Rabinul Shlomo Amar a dezvelit, la intrare, o placă de mari dimensiuni pe care sunt gravate numele celor care au condus această sinagogă de la înființarea ei.
În lista sinagogilor din România publicată în lucrarea Seventy years of existence. Six hundred years of Jewish life in Romania. Forty years of partnership FEDROM – JOINT, editată de Federația Comunităților Evreiești din România în anul 2008, se preciza că Sinagoga Eșua Tova din București era în funcțiune. În 2019 funcționa sub egida Habadului.

## Fotogalerie

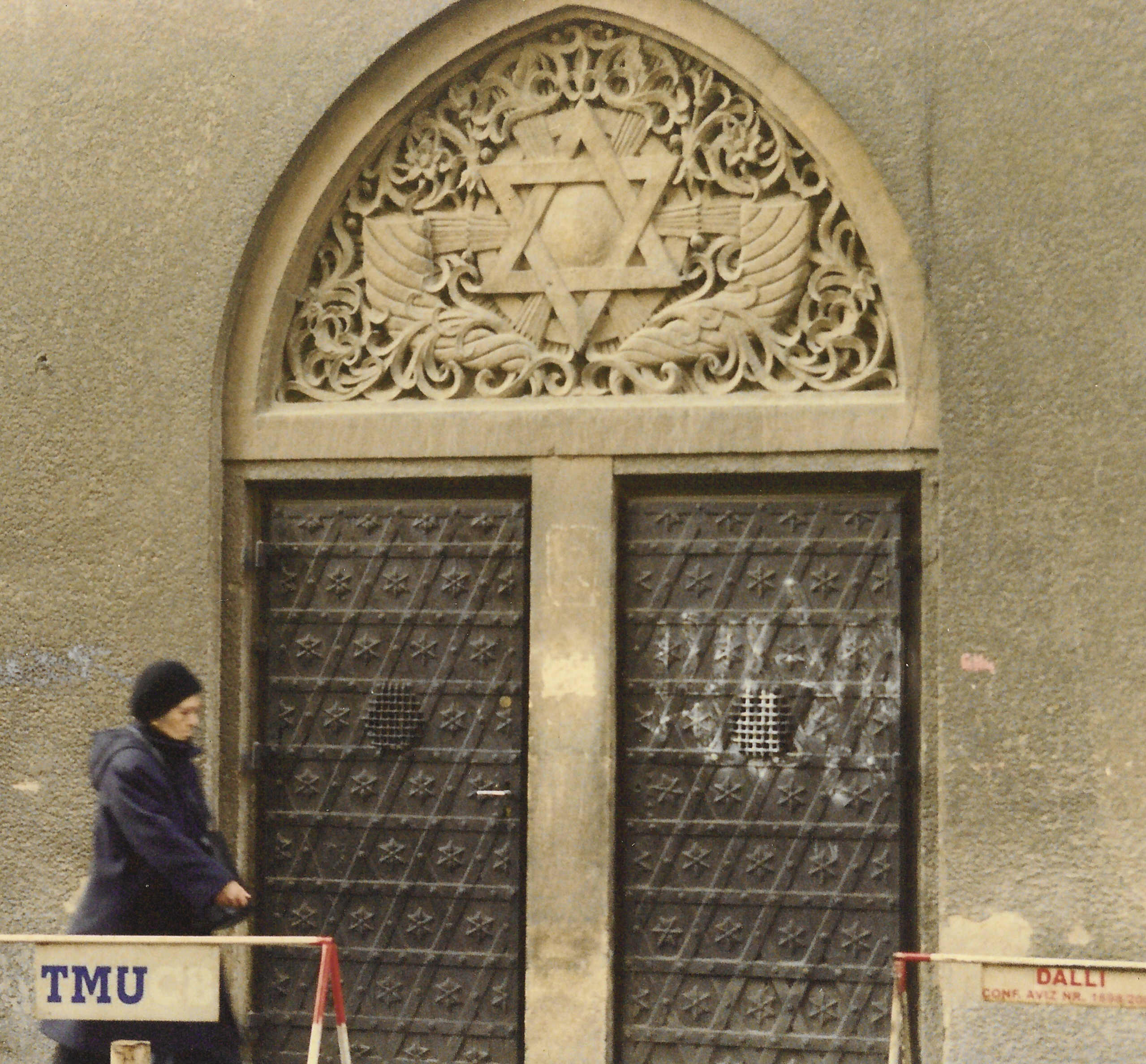
Uşa de la intrare
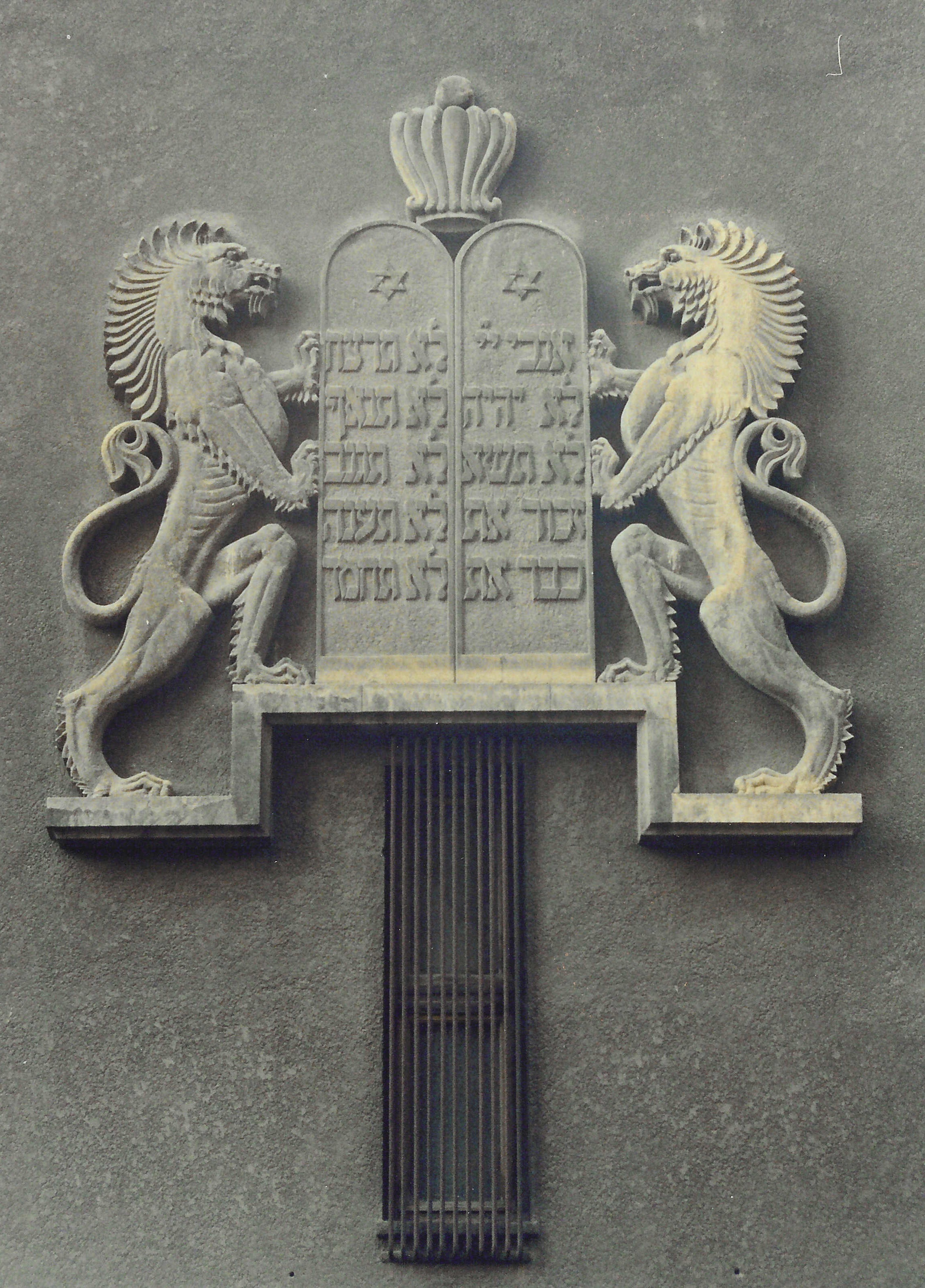
Relief cu cele Zece Porunci flancate de leii Iudeii de pe fațada sinagogii